# Sideritis lotsyi
Sideritis lotsyi là một loài thực vật có hoa trong họ Hoa môi. Loài này được (Pit.) Ceballos & Ortuño miêu tả khoa học đầu tiên năm 1951.

## Hình ảnh

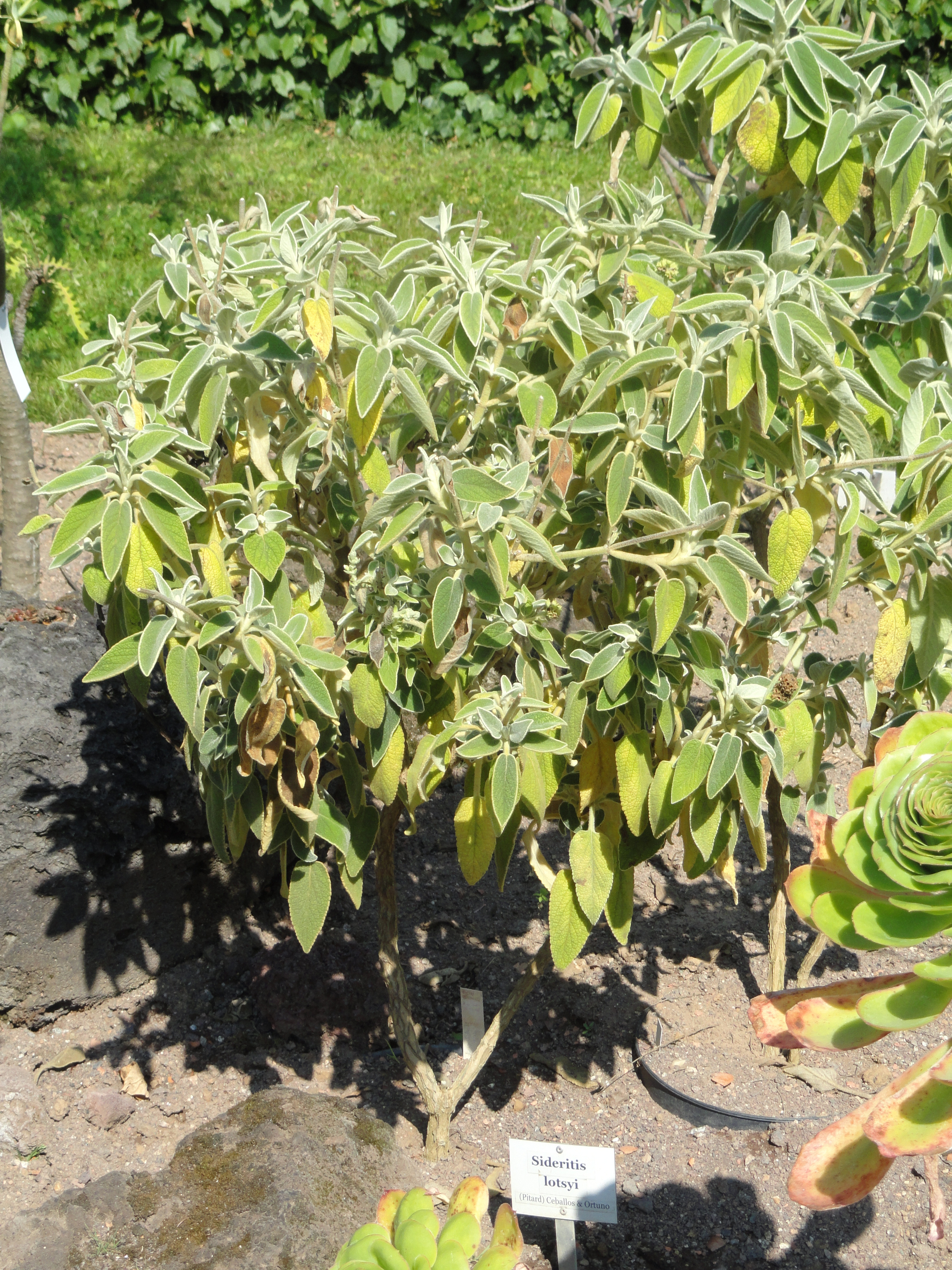